# Список умерших в 1168 году

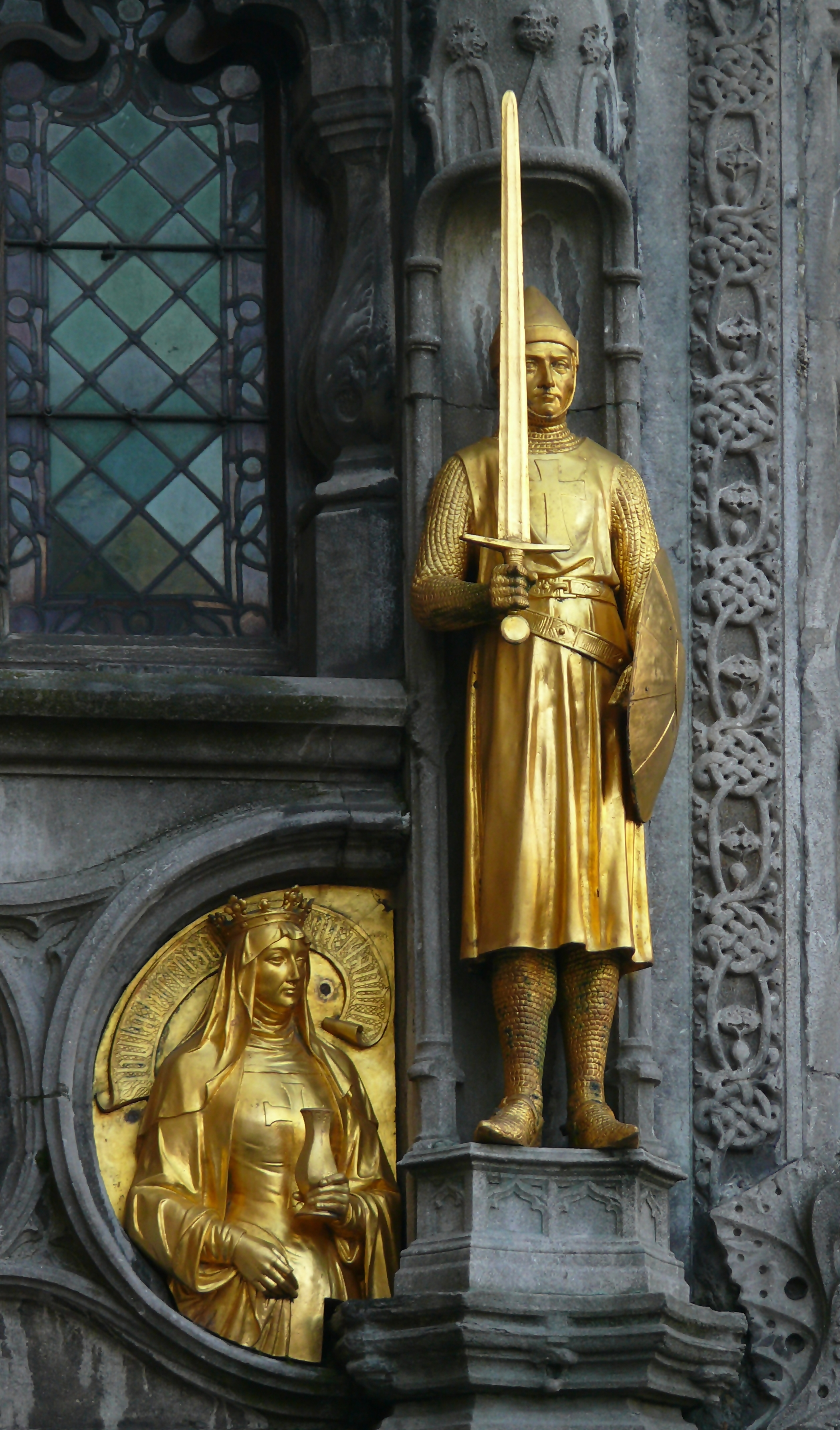
Тьерри Эльзасский

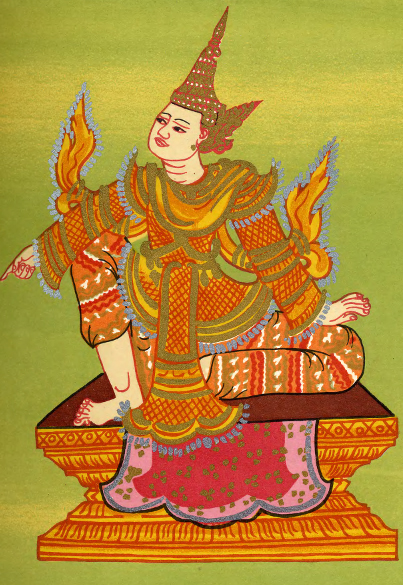
Мин Сизу (воплощение Алаунситху)

В этой статье представлен список известных людей, умерших в 1168 году.
См. также: Категория:Умершие в 1166 году

## Январь
- 17 января — Тьерри Эльзасский — граф Фландрии (1128—1168).

## Март
- 7 марта — Ярополк Изяславич, князь шумский и бужский.

## Апрель
- 5 апреля — Роберт де Бомон, англонормандский аристократ из рода де Бомон, 2-й граф Лестер (1118—1168), первый лорд-стюард (сенешаль) Англии (1154—1168), главный юстициарий (1154—1168).

## Июль
- 23 июля — Марквард I[нем.] — аббат Фульдского аббатства (1150—1165)

## Сентябрь
- 20 сентября — Пасхалий III — антипапа (1164—1168).
- 27 сентября — Герборд, немецкий монах и биограф епископа Отто I Бамбергского.
- 28 сентября — Конрад II фон Бабенберг — епископ Пассау (1148—1164), архиепископ Зальцбурга (1164—1168).

## Октябрь
- 11 октября — Хартвиг I фон Штаде[нем.] — архиепископ Гамбургский и Бременский (1148—1168).
- 24 октября — Гильом IV, граф Невера, Осера и Тоннера с 1161.

## Декабрь
- 29 декабря — Фридрих II фон Аре[нем.] — епископ Мюнстера (1152—1168)

## Дата неизвестна или требует уточнения
- Абухафс Омар Сухраварди[англ.] — основатель суфийского тариката Сухравардия
- Алаунситху[англ.] — король Пагана (1113—1168). Убит сыном в борьбе за власть.
- Бермудо Перес де Траба, галисийский дворянин.
- Святая Вивина — отшельница и аббатиса, святая римско-католической церкви.
- Иззеддин Салтук II, правитель бейлика Салтукогуллары (1131/32—1168).
- Патрик Солберийский — некрупный англонормандский рыцарь, 1-й граф Солсбери (c 1143). Погиб в стычке с мятежниками.
- Санш II д’Астарак, граф Астарака (ок. 1144—1162).
- Уильям Старый[англ.] — епископ Оркнейских островов (1102/1135—1168)
- Эрве I — виконт Леона с 1103, первый граф Уилтшир с 1140.
- Юрий Ярославич — князь Пинский (ок. 1142—1148; 1154—1157), Туровский (1148/1149—1150; 1151—1154; 1157—1168).